# Colima (vulkaan)
De Colima is een vulkaan in Mexico. Anders dan de naam doet vermoeden, ligt hij niet in de deelstaat Colima, maar vlak over de grens in Jalisco. De vulkaan heeft twee toppen. De  Nevado de Colima is met 4330 meter de hoogste, maar is inactief. De Volcán de Colima ligt ten zuiden van de vorige, is 3830 meter hoog en erg actief. De afgelopen jaren zijn omwonenden regelmatig geëvacueerd wegens eruptiegevaar.
Op 24 mei 2005 begon de Colima lava en pyroclastisch materiaal uit te stoten, waardoor as regende op enkele nabijgelegen dorpjes. Rookwolken verspreidden zich tot 200 kilometer van de vulkaan.
De Colima is een van de zestien Decade Volcanoes die zijn aangewezen door de IAVCEI in verband met hun geschiedenis van grote uitbarstingen en de nabijgelegen bewoonde gebieden.
Ook in oktober 2016 werd de vulkaan actief. As werd tot op een hoogte van 2 kilometer geblazen.
Avatsja · Colima · Etna · Galeras · Mauna Loa · Merapi · Nyiragongo · Mount Rainier · Sakurajima · Santa Maria · Santorini · Taal · El Teide · Ulawun · Unzen · Vesuvius